# Championnat d'Irlande de football 1922-1923
Navigation
Édition précédente Édition suivante
La saison 1922-1923 du Championnat d'Irlande de football est la 2e saison du championnat national. Saint James's Gate Football Club, vainqueur de la saison inaugurale, remet son titre en jeu.
Le championnat accueille de nouvelles équipes en son sein pour passer de huit à douze clubs. D'une partFrancfort FC et YMCA ont abandonné le championnat, d'autre part les Shamrock Rovers, Athlone Town, Pioneers Football Club, Midlands Athletic, Rathmines Athletic et Shelbourne United font leur apparition. Pour l'occasion, Athlone devient la première équipe du championnat basée hors de Dublin. Ces choix d'entrants et de sortants se font sur élection par les membres présents.
Le Shamrock Rovers Football Club remporte la compétition dès son arrivée. Il devance de cinq points le Shelbourne Football Club. Le Bohemian Football Club se hisse sur la troisième marche du podium.
Rathmines se retire du championnat avant le dernier match. Dublin United qui devait les rencontrer se voit accorder les points de la victoire. Le match entre Olympia et Athlone est annulé. Les deux équipes se partagent les points.

## Les 12 clubs participants
Le championnat passe de huit à douze équipes. Pour la première fois une équipe localisée hors de Dublin disputent la compétition.
| Équipe                           | Ville                 | Manager | Stade            | Capacité | Fondation |
| -------------------------------- | --------------------- | ------- | ---------------- | -------- | --------- |
| Athlone Town Football Club       | Athlone               |         | Sports Ground    |          | 1887      |
| Bohemian Football Club           | Dublin (Phibsborough) |         | Dalymount Park   |          | 1890      |
| Dublin United Football Club      | Dublin (Donnybrook)   |         | Beech Hill       |          |           |
| Frankfort Football Club          | Dublin (Crumlin)      |         | Rutland Avenue   |          | 1900      |
| Jacob's Football Club            | Dublin (Drumcondra)   |         | Richmond Road    |          |           |
| Midland Athletic Football Club   | Dublin (Whitehall)    |         | The Thatch       |          | 1904      |
| Olympia Football Club            | Dublin Inchicore      |         | Bellevue Lodge   |          |           |
| Pioneers Football Club           | Dublin                |         | Strand Hall      |          |           |
| Rathmines Athletic Football Club | Dublin (Rathmines)    |         | Rathmines Park   |          |           |
| Saint James's Gate Football Club | Dublin (Crumlin)      |         | St. James's Park |          | 1902      |
| Shamrock Rovers Football Club    | Dublin (Milltown)     |         | Glenmalure Park  |          | 1899      |
| Shelbourne Football Club         | Dublin (Ringsend)     |         | Shelbourne Park  |          | 1895      |
| Shelbourne United Football Club  | Dublin (Ringsend)     |         | Anglesea Road    |          |           |

## Classement
| Rang | Équipe                  | Pts | J  | G  | N | P  | Bp | Bc | Diff |
| ---- | ----------------------- | --- | -- | -- | - | -- | -- | -- | ---- |
| 1    | Shamrock Rovers P       | 39  | 22 | 18 | 3 | 1  | 77 | 19 | +58  |
| 2    | Shelbourne FC           | 34  | 22 | 15 | 4 | 3  | 72 | 14 | +58  |
| 3    | Bohemian FC             | 32  | 22 | 14 | 4 | 4  | 72 | 23 | +49  |
| 4    | Shelbourne United P     | 27  | 22 | 12 | 3 | 7  | 43 | 37 | +6   |
| 5    | Saint James's Gate FC T | 25  | 22 | 11 | 3 | 8  | 49 | 35 | +14  |
| 6    | Athlone Town P          | 25  | 22 | 11 | 3 | 8  | 46 | 33 | +13  |
| 7    | Jacob's Football Club   | 20  | 22 | 6  | 8 | 8  | 38 | 34 | +4   |
| 8    | Pioneers P              | 19  | 22 | 8  | 3 | 11 | 38 | 65 | -27  |
| 9    | Midland Athletic P      | 16  | 22 | 7  | 2 | 13 | 30 | 68 | -38  |
| 10   | Dublin United           | 11  | 22 | 4  | 3 | 15 | 30 | 70 | -40  |
| 11   | Olympia FC              | 11  | 22 | 2  | 7 | 13 | 13 | 57 | -44  |
| 12   | Rathmines Athletic P    | 5   | 22 | 2  | 1 | 19 | 21 | 74 | -53  |

|     | Champion d'Irlande |
|     | Relégation         |
| (T) | Tenant du titre    |
| (P) | Promu              |

## Source
- (en) Alex Graham, Football in the Republic of Ireland : a Statistical Record 1921–2005, Soccer Books Ltd, novembre 2005, 142 p. (ISBN 978-1862231351).